# El Guayabo Norte
El Guayabo Norte är en ort i Mexiko.   Den ligger i kommunen Arteaga och delstaten Michoacán de Ocampo, i den södra delen av landet, 300 km väster om huvudstaden Mexico City. El Guayabo Norte ligger 763 meter över havet och antalet invånare är 248.
Terrängen runt El Guayabo Norte är huvudsakligen kuperad, men österut är den bergig. Terrängen runt El Guayabo Norte sluttar norrut. Runt El Guayabo Norte är det mycket glesbefolkat, med 7 invånare per kvadratkilometer. Närmaste större samhälle är La Mira Tumbiscatio, 13,9 km nordväst om El Guayabo Norte. I omgivningarna runt El Guayabo Norte växer huvudsakligen savannskog.